# لوون کاراگیوزیان
لوون هایکازی کاراگیوزیان (قاراگیوزیان) (ارمنی: Լևոն Հայկազի Կարագյոզյան (Ղարագյոզյան)؛ زاده ۲۹ مهٔ ۱۹۱۳ - درگذشته ۲۵ فوریهٔ ۱۹۸۶) نمایشنامه‌نویس اهل ارمنستان بود. وی بین سال‌های ۱۹۴۸ تا ۱۹۸۶ میلادی فعالیت می‌کرد.

## زندگی‌نامه
وی در ۲۹ مهٔ ۱۹۱۳ در ایروان به دنیا آمد و از دانشگاه ملی پلی‌تکنیک ارمنستان (۱۹۳۹) و انستیتو ادبی ماکسیم گورکی (۱۹۵۸) فارغ‌التحصیل گشت. از سال ۱۹۴۹ عضو اتحادیه نویسندگان شوروی بود. وی در  آرمن‌فیلم (۱۹۴۰-۱۹۵۲) و اتحادیه نویسندگان ارمنستان (۱۹۷۶-۱۹۷۱) فعالیت می‌کرد. وی همچنین برنده جوایزی همچون چهره هنری شایسته ارمنستان شوروی (۱۹۶۸) و مدال کار شجاعانه در جنگ بزرگ میهنی (۱۹۴۵–۱۹۴۱) شد. وی در ۲۵ فوریهٔ ۱۹۸۶ در سن ۷۲ سالگی در ایروان درگذشت.

## گزیده فیلمشناسی
از فیلم‌ها یا برنامه‌های تلویزیونی که وی در آن نقش داشته‌است می‌توان به برای شرف (فیلم) اشاره کرد.  